# 大和级战列舰
大和型戰艦是大日本帝國海軍建造的戰艦。其排水量、搭載主砲口徑（460mm）均是史上最大。也是日本建造最後的戰艦艦型。
1號艦为“大和”、2號艦为“武藏”。3號艦“信濃”是因應對美國作戰需要設計變更為航空母艦並完工下水。

## 設計
1936年日本退出倫敦海軍限制軍備的談判，日本海軍明確提出在西太平洋海上截擊假想敵美國海軍艦艇編隊的戰略。日本海軍在主力艦的數量方面無法同美國海軍抗衡，打算以單艦的戰鬥力來抵消美國海軍在數量上的優勢。新型戰列艦的設計任務開始於1934年。
1937年日本海軍制定了「第三次海軍軍備補充計劃」，確定建造4艘大和級戰列艦：首批是“大和”與“武藏”，設計師為平賀讓。
1940年8月8日“大和”下水，1940年11月1日“武藏”下水。在建造過程中日本採取了極為嚴格的保密措施，使得各國海軍很長時間裡無法掌握到大和級戰列艦的正確情報。另外，根據“04艦艇補充計劃”開工的該級三號艦“信濃”於1942年在建造中因應海戰模式變化，改建為航空母艦，四號艦（111號艦）在1940年11月動工，但於1942年3月停工。

## 戰艦概觀

### 船體

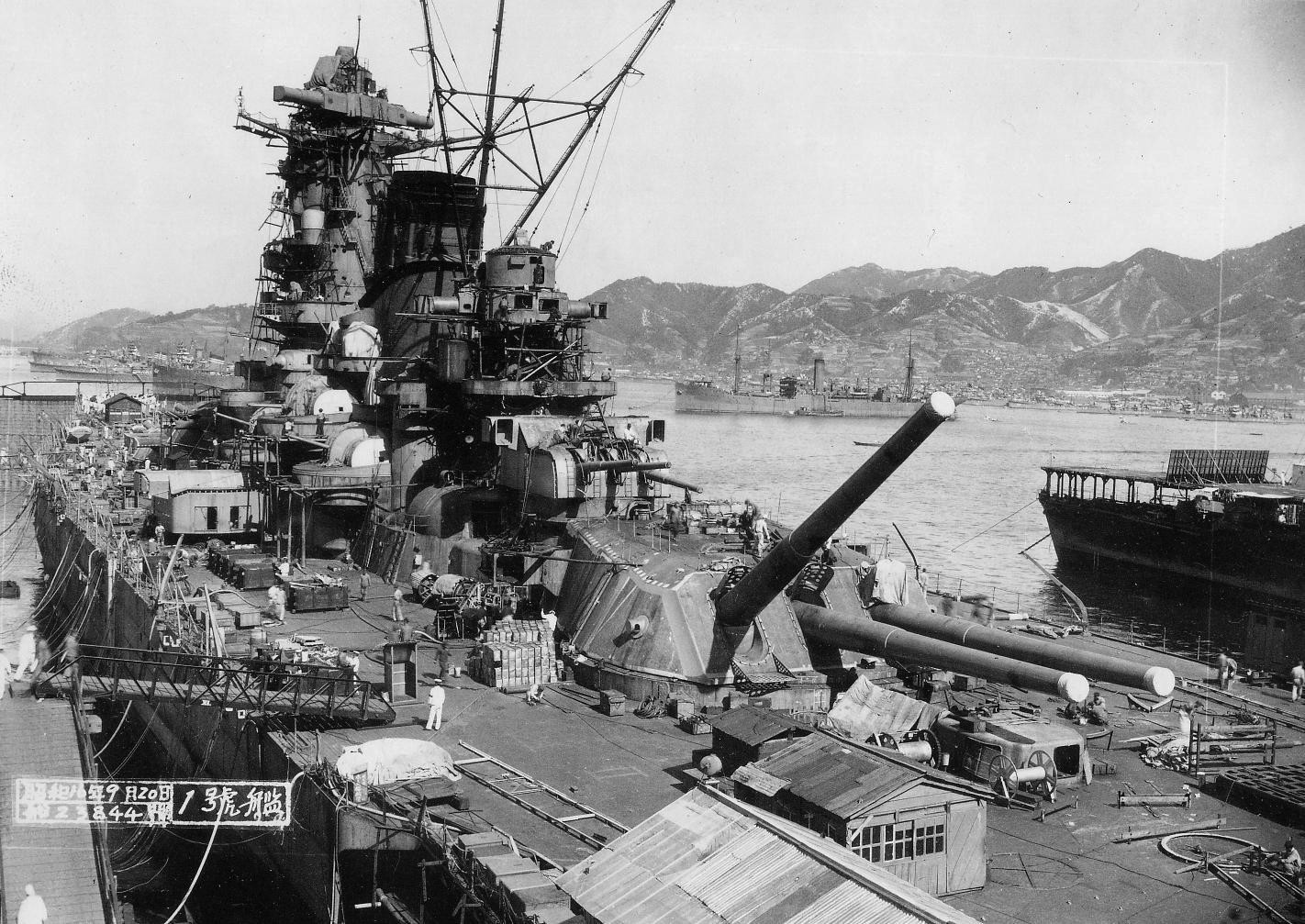
建造中的大和號

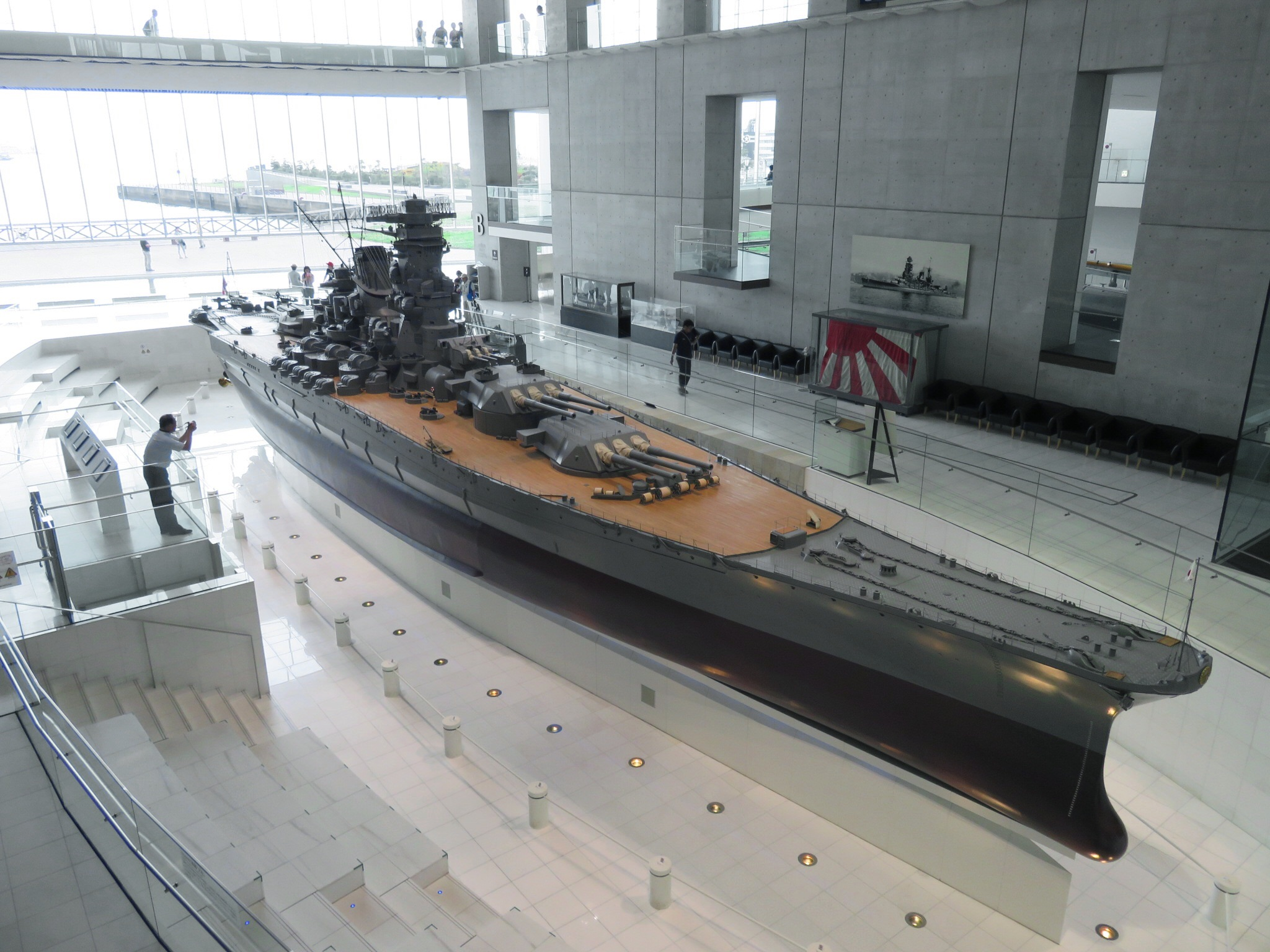
吳市海事歷史科學館中，1:10的大和號戰艦模型

大和型戰艦的艦體長寬比為6.76:1，為主砲射擊提供了穩定的平台並儘可能縮短了重裝甲覆蓋的面積；由于主机功率并不高，所以日本专家当年为了提高动力的利用效率，设计了40种船模进行论证，最终确定的是球鼻型船艏。大和号舰艏水线以上部分明显向外前倾，舰艏前端成半圆形，其两舷大幅度外张，借以减少舰艏上浪。舰艏水线以下部分采用球鼻艏，其位置在水线下约3米处，和尖削型舰艏相比，这种新构型可以减少8%的兴波阻力，同时还减少了约3米的水线，从而节省了30吨左右的排水量。

### 動力
大和型安装4座蒸汽轮机，蒸汽压力25千克/平方厘米，蒸汽温度325度，最高输出功率153,553轴马力，最高速27.46节（试航状态），最大续航力10,000海里/16节（最大重油装载量6300吨）。大和舰还装有8座发电机，总功率为4,800千瓦。大和型动力系统的功率低於翔鹤级航空母舰采用的主机。但是由於艦型設計的改進（球鼻型舰首）縮小了阻力，因而达到了设计所要求的27节航速。

### 武備

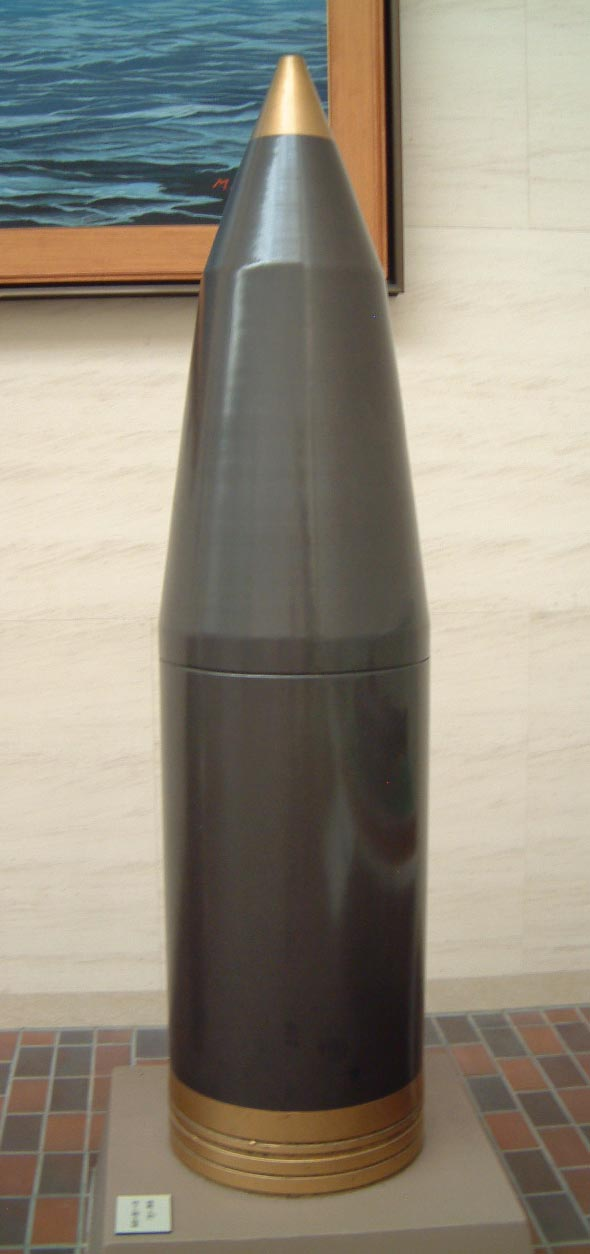
大和46公分炮彈展於靖國神社

武裝方面，其裝備三聯裝460毫米/45倍口徑主砲3座，为隐瞒其真实口径，命名为“九四式四十厘米炮”，是當時口徑最大的戰艦主炮，艦橋前安裝兩座，艦橋後安裝一座。每座三联装炮塔总重1720吨，炮身重165吨，加上弹药和炮塔装甲的总重约2700吨，相當於當時大型驅逐艦的排水量。發射的穿甲彈為91式穿甲弹，砲彈重量1460千克，在为20km处对垂直甲穿深494毫米，对水平装甲侵彻109毫米，30km处的数据分别为360毫米和189毫米。俯仰角+45°—-5°，填弹角度固定为+3°。火炮俯仰和炮塔转动均由液压驱动，俯仰速率8°/秒，炮塔旋转一周需3分钟。炮弹装填为半自动机械化装弹机，扬弹速度10发/分钟，但是射速只有1.8发/分钟，略低於Mk 7 16英寸艦砲。单管火炮寿命200-250发。
4座（改裝拆除2座）三聯裝三年式155公厘艦炮是最上級巡洋艦改裝時拆卸下來的，以45°仰角时最大射程27公里，最大射高12000米，副砲既可以对舰也可以对空，射速5-7发/分钟。
高炮為雙聯裝八九式127公厘高射炮6座（改裝增加6座），配備机械式定时引信，對空最大射程14800米，最大射高9400米，射速14发/分钟，身管寿命800-1500发。此外裝備大量日軍制式三聯裝九六式25毫米高射機炮8座（改裝增加至52座三聯裝和6挺單裝），對空最大射程6800米，最大射高5000米，射速220发/分钟以及4挺九三式防空機槍，對空最大射程5000米，最大射高3000米，射速450发/分钟。

### 裝甲
裝甲方面，側舷裝甲帶（最大）410毫米，砲塔（正面）650毫米，炮座560毫米，彈藥艙頂板270毫米，上層甲板55毫米，主甲板200毫米，指揮塔（最大）495毫米。裝甲重量21266噸。
大和級重視防護，是當時裝甲最厚重的戰列艦，側舷水線裝甲厚度41厘米擁有20度的傾斜角，兩層水平裝甲厚度合計超過25厘米，砲塔正面裝甲厚度65厘米，其要害部位的裝甲防護可謂是面面俱到。大和級戰列艦是名副其實的是歷史上最大的，主砲威力、裝甲防護最強的戰列艦。大和級的關鍵部位使用VH Face-Harden高硬度裝甲板製造，乃是日本以英製KC-Type為基礎改良而來，而KC-Type裝甲則是在1913年跟著向英國購買的金剛號巡洋戰艦而引進日本的。

### 雷达和火控系统
大和級在初建時，雷達技術尚未成熟。1941-1944年海軍研發出首批艦用搜索雷達，並在1940年命名為22型对海电探（对海搜索雷達）、21型對空电探（對空搜索雷達），安裝到多艘艦隻。其中22型电探是日本第一型使用磁控管技术的雷达，而且是日本製造的電探中能發揮到較良好的性能，其雷达波长10厘米，属超短波对海雷达，功率2千瓦，22型的测距误差為700米，一般可探測到35公里內的戰列艦、20公里內的巡洋舰、17公里內的驅逐艦。
而21型电探（1943年安裝在大和級的93式15米基線倒分像立體測距儀上），其雷达波长1.5米，功率5千瓦，可探測100公里內的戰机群、70公里內的戰鬥機、20公里內的戰列艦；测距误差則有1-2公里。由於21型雷達過於笨重、功率低、可靠性差、故障率居高不下的弱点，因此大和級在1944年改裝時，在后桅安裝了新式的13型對空电探，但测距误差卻大幅提高，其功率10千瓦，可探測50-100公里內的机群，50公里內的戰鬥機及30公里內的轟炸機。
大和級在1944年改裝後，成為唯一一級擁有雷达信号接收能力的日本軍艦，戰時會使用E-27逆向电探（雷达信号接收机，1943年安裝），它可接收300公里外敌舰雷达发出的侦测电波，並將雷达波數據傳返艦上處理分析以提前预警。
此外，21型电探、13型电探、22型电探均沒有採用方位顯示器和距離顯示器，因此它們完全无法提供目标的方位角资料，也无法提供仰角资料，只能通过反射波的大小猜测目标的情况（即“最大感度法”/“单瓣法”）。即便如此，和战争初期根本没有雷达预警的情况比起来，在有多种对空对海雷达后，大和級的预警能力还是多少得到了改善。
武藏號在1944年沉沒，未有裝上更多雷達及電子系統。大和号在1944年下半葉在球鼻型舰首内安装零号水下听音器，作为对潜艇的警戒，和今天的舰首聲納颇有些相似之处。
大和级主炮的火控系统包括93式15米基线倒分像立体测距仪、98式射击仪、98式方位瞄准仪和机械式弹道計算機等。副炮配备有8米基线测距仪等光学瞄准设备，89式127毫米和96式25毫米高炮则有4.5米测距仪、2.5米测距仪和94式高射指挥仪等火控系统。
但整体来说，日本海军的雷达在性能上要比美国的同类产品落后，而且日本舰艇也没有安裝火控雷达，因而使大和舰的夜战能力低于美国战列舰。

### 極端的機密措施
日本軍方對大和級採取的保密措施空前絕後：不僅像長門級一樣航速、火砲口徑、裝甲之類數據是完全保密的，連它本身的存在都作為絕對機密，對海軍省內部的非相關人士都要隱瞞想法。能接觸到圖紙的工程師要在保秘誓書上按指印。圖紙在不使用的時候都保存在兩重的保險庫內。武藏號在建造時遺失了一張圖紙，結果導致特高課對能接觸到圖紙的人員進行了一個月的審問，有數人受到酷刑而不得不退出製圖工作。最終弄失圖紙的少年製圖工受到了徒刑兩年、緩期三年的判決。火砲的口徑是高度機密，連聯合艦隊司令山本五十六視察時想詢問都被婉拒了。萊特灣海戰時栗田健男中將都不知道它的口徑，有被美軍捉去的俘虜推測為很接近的“45公分”。淵田美津雄1936年在海軍大學校就讀時就和大西瀧治郎航空本部教育部長一起反對「丸四計畫」。受著航空搭乘員訓練時的豊田穣就曾在機上聽教官介紹大和艦。
還有一些例子表明艦名在海軍中流傳開來：曾有砲術學校報名者把第一志願到第三志願全都填上「大和」。1943年源田實到橫須賀海軍砲術學校講課時，說“世界三大笑話就是，萬里長城，金字塔，大和武藏”，結果教導主任黛治夫把他狠訓了一頓。在吳市曾有名坪井的水兵上岸公幹，由於手插在口袋裡違反軍紀而被憲兵拘留，問及所屬艦時自報大和號，對方立刻驚訝地問“是一號艦嗎”，隨即只是簡單地批評教育一下就釋放了。
不過至少對吳市和長崎的居民來說，超級巨艦早已不是秘密。 在大和號（1號艦）下水後，從吳市的平原町就能清楚見之。不過當時的平民自主配合軍方政策：不向外人談論該艦。但到了戰爭末期社會上已經開流傳「海軍擁有比長門更大的戰艦」的說法，大和戰沉之後這個消息也在吳市悄悄流傳。此時美軍已經知道了兩艦的艦名，於沖繩戰役時投下宣傳单宣布「大和號已經沉沒，其姐妹艦武藏號也在菲律賓海戰沉了」。歷史學家一般認為採取如此保密措施的原因是怕美國得知日本擁有18英寸主砲的戰列艦後也建造同樣火力的戰列艦，從而在品質上赶超日本海軍。牧野茂在對比日美戰列艦的防禦時說「設計上的漏洞實在不少，而其原因之一就是整個設計都是在密室裡進行，這些機密措施導致的結果，是得不償失的，這一點應當牢記於心」。

## 作戰史

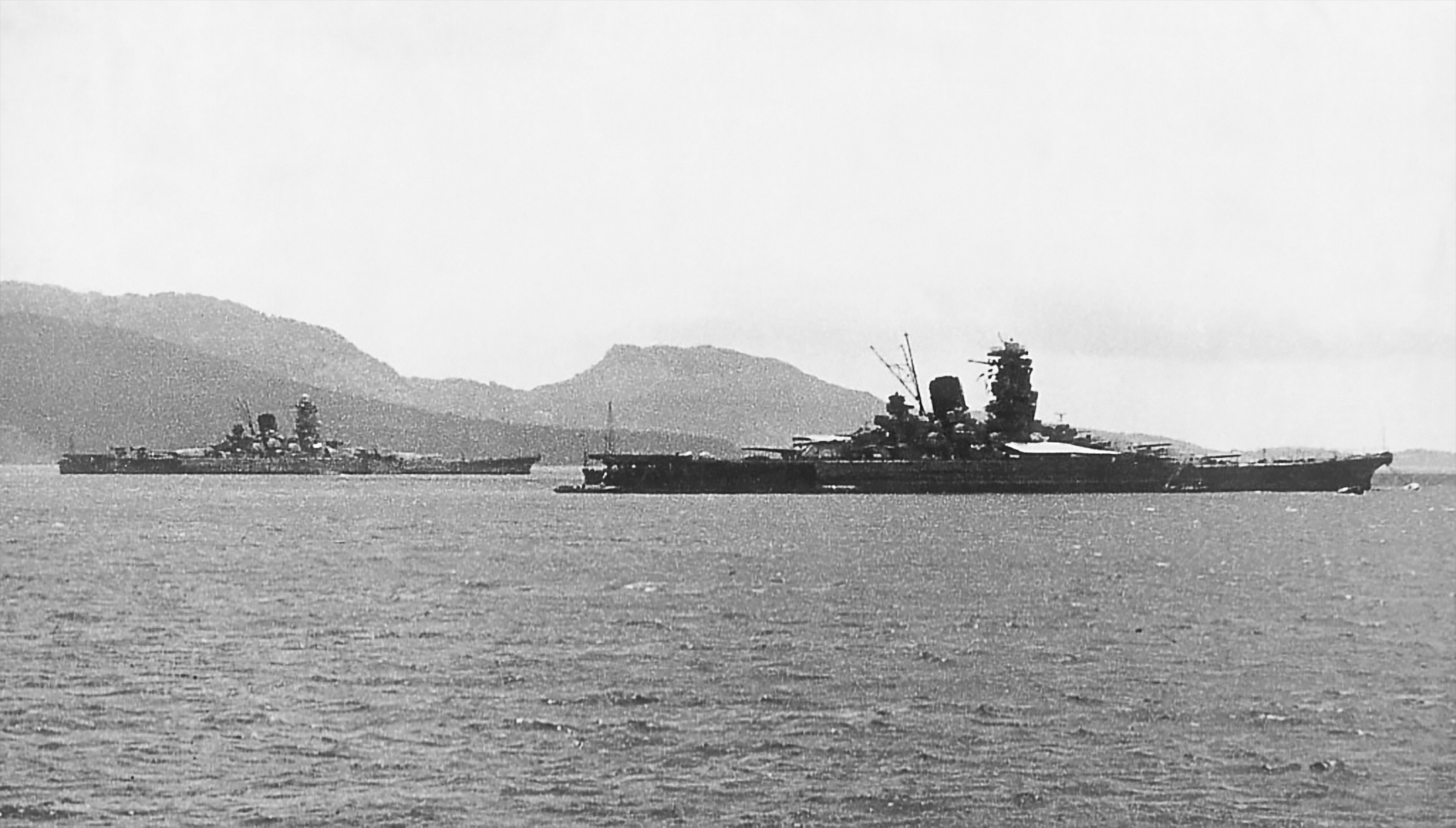
1943 年停泊在特魯克環礁的大和(左)與武藏(右)

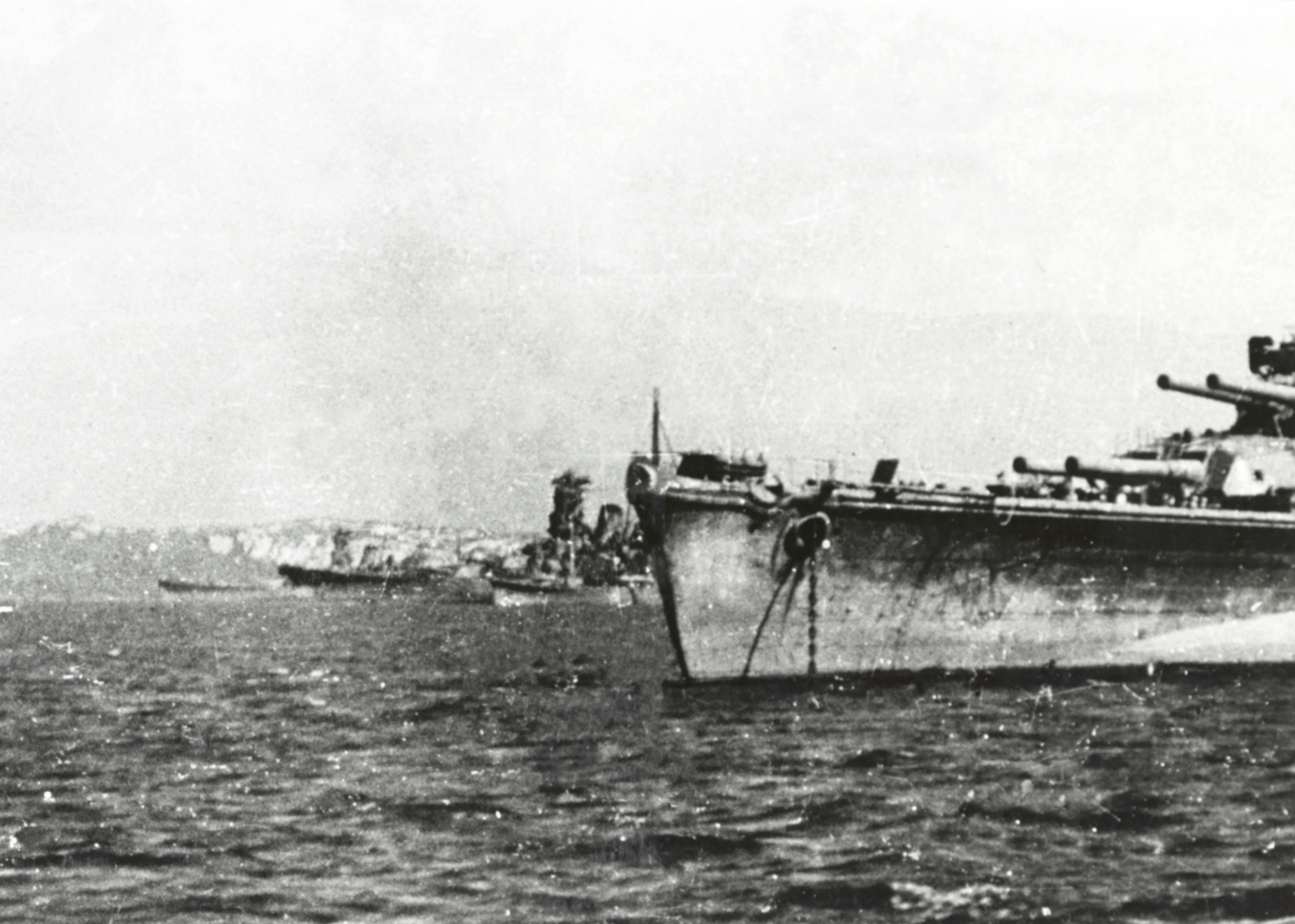
雷伊泰灣海戰前，艦隊於汶萊泊地集合。最前者是長門，之後是驅逐艦、大和與武藏（大和與武藏的位置無法確認）。

一號艦大和號服役時恰為在珍珠港事件與馬來亞海戰結束不久，兩場海戰顯示大艦巨砲主義不敵空中優勢，主力艦漸開始由航空母艦取代戰艦。但日本海軍依然將其當作主力王牌，未經許可聯合艦隊也不會動用，所以兩艘巨艦很少出戰。不過，日本海軍也一直期待大和型戰艦能與美國太平洋艦隊的主力艦（這裡指戰艦）進行日德蘭式海戰。 
1944年6月菲律賓海海戰中，大和與武藏面對美國海空軍的優勢並無所作為。在萊特灣海戰中，儘管大和、武藏兩艦和盟軍的新澤西號（愛荷華級戰列艦2號艦，美國海軍當年最大的戰艦之一）均參與其中，不過距離太遠，並沒有出現日方期待的雙方直接對射的戰事。

### 大和號

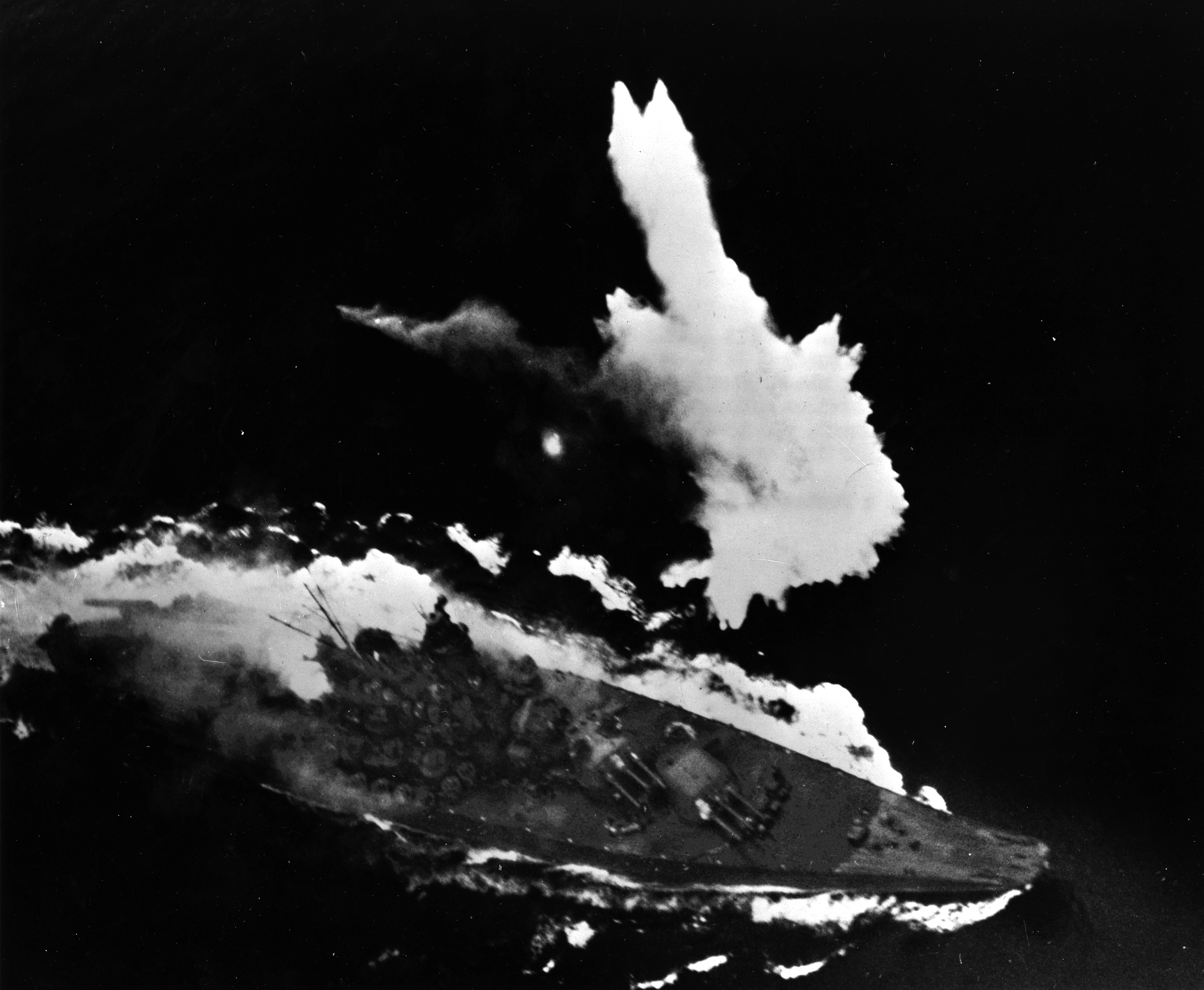
菊水特攻中的大和。

1941年12月16日「大和」竣工並被編入日本海軍聯合艦隊。「大和」服役以後於1942年接替「長門」號戰列艦作為聯合艦隊旗艦，1942年6月參加了中途島海戰。1944年10月萊特灣海戰中，「大和」號被美軍投擲多枚炸彈擊中受損。
1945年4月6日下午，「大和」號作為第二艦隊旗艦開赴沖繩島海區，企圖對沖繩群島海域的盟軍艦艇進行自殺性特攻，史稱菊水特攻。原定計畫是突破盟軍艦艇防線之後一舉衝上沖繩島的沙灘，使戰艦擱淺作為不沉砲台使用，待彈藥耗盡後艦上人員作為陸戰隊投入沖繩防禦，據說艦上還為此特別準備了各式輕武器。但艦隊被美軍潛艇與艦載機發現，大和號遭遇美軍快速航母特遣艦隊，俗稱「滅國艦隊」的艦載機群集中打擊。從7日中午轟炸到下午，最後被10枚魚雷以及24枚炸彈命中，傾覆過程中發生爆炸，沉沒於日本九州鹿兒島西南海域(北緯30.22度，東經128.04度)，水深約三百米的海底中，任務就此宣告失敗，之後日本海軍再無大規模艦隊行動，殘餘艦艇閒置於港區，成為美軍轟炸的目標。

### 武藏號
1942年8月5日“武藏”竣工。

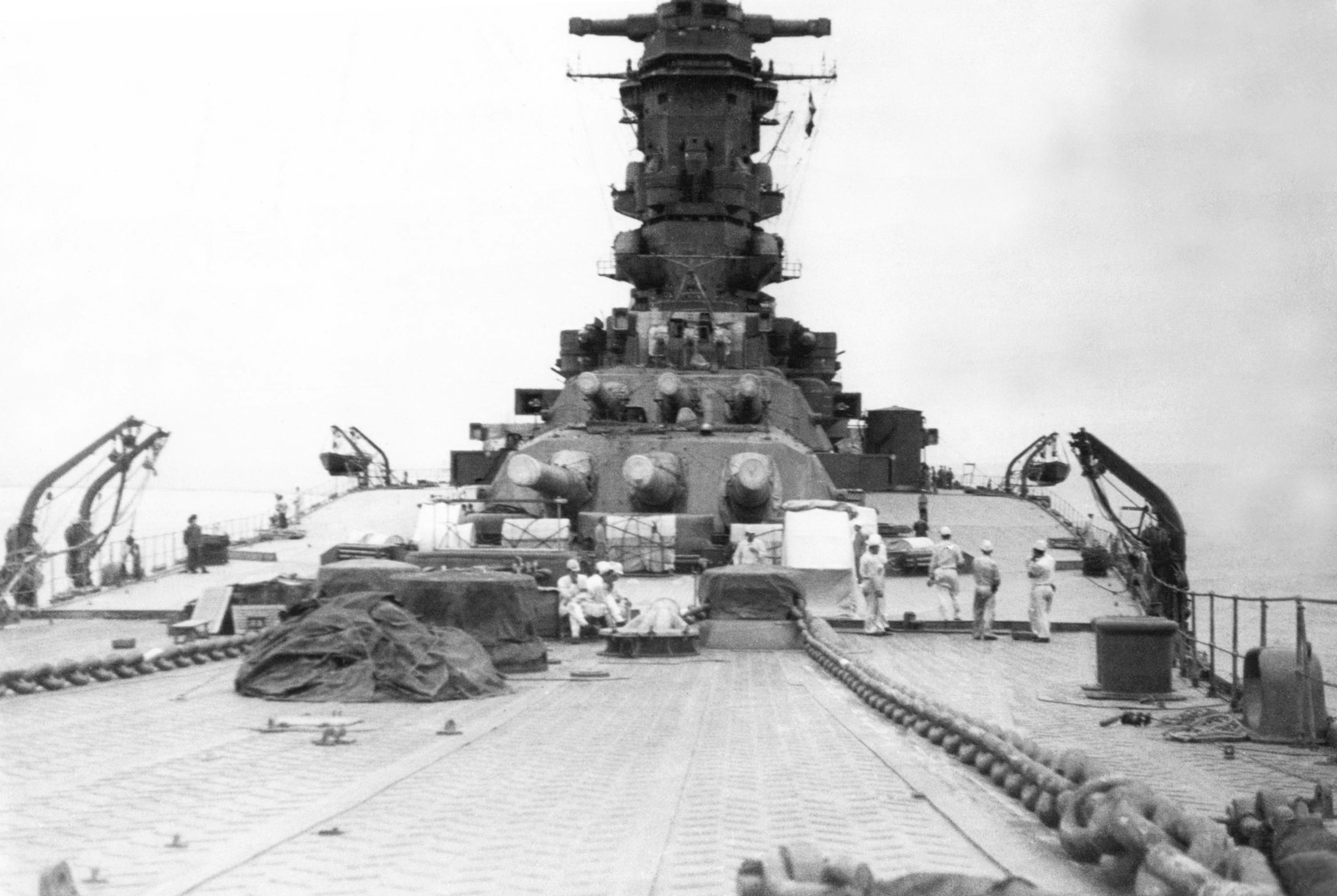
海試中的武藏號

1944年10月參加雷伊泰灣海戰，企圖攻擊位於雷伊泰灣的盟軍登陸艦隊。 1944年10月24日“武藏”在菲律賓錫布延海域遭到美軍飛機攻擊，被19枚魚雷和17枚炸彈擊中後於19時35分傾覆沉沒，沉沒水域位於北緯13度7分，東經122度32分。
2015年3月3日，美國微軟（Microsoft）共同創辦人保罗·艾伦發佈消息，表示在菲律賓西部沿海水面下1公里處，找到日本沉沒的戰艦武藏號。

### 信濃號
由於中途島海戰日本海軍損失大量航空母艦，因此軍方除了加速建造航空母艦以外，亦計劃對既有軍艦進行航空母艦改裝，在這時處於半完成狀態的110號艦（即後來的信濃號）也被日本海軍列入改裝排程（期間日本軍方高層之間曾多次爭論），於是信濃號從戰艦被改裝成航空母艦。
信濃號最終於1944年11月19日竣工，成為二戰期間全球最大的航母以及首艘超級航空母艦。竣工後第九天，信濃號準備在日本瀨戶內海進行海試（一說航向瀨戶內海以避免美軍的轟炸影響進度），但在太平洋外海被美國海軍潛艇射水魚號發現並攻擊，被命中4條魚雷，由于损管不力于7小時後沉沒，由於地點水深達4000米，因此具體位置至今未明。

## 同級艦
| 船名   | 船隻編號  | 艦種            | 製造廠                  | 建造時間                                                                          | 服役時間                        | 結局 | 圖片   |
| ------ | --------- | --------------- | ----------------------- | --------------------------------------------------------------------------------- | ------------------------------- | --- | ------ |
| 大和號 | 第1號艦   | 戰艦            | 吳市 吳海軍工廠         | 1937年11月4日～ 1940年8月8日                                                      | 1941年12月16日～ 1945年4月7日   | 1945年4月7日， 於坊之岬海戰中遭美軍航空母艦艦載機擊沉。                                                                                           |        |
| 武藏號 | 第2號艦   | 戰艦            | 長崎市 三菱造船所       | 1938年3月29日～ 1940年11月1日                                                     | 1942年8月5日～ 1944年10月24日   | 1944年10月24日， 於雷伊泰灣海戰中遭美軍航空母艦艦載機擊沉。                                                                                       |        |
| 信濃號 | 第110號艦 | 戰艦 ↓ 航空母艦 | 橫須賀市 橫須賀海軍工廠 | 1. 1940年5月4日～ 1942年3月 2. 1942年9月～ 1943年3月 3. 1943年7月～ 1944年10月8日 | 1944年10月15日～ 1944年11月29日 | 1944年11月29日， 轉移駐地時遭美國海軍射水魚號潛艇擊沉。 雖然名義上是已竣工服役，但實際上其實是艤裝不完全的未成艦。                                |        |
| 紀伊號 | 第111號艦 | 戰艦            | 吳市 吳海軍工廠         | 1940年11月7日～ 1942年3月（停工）                                                 | 不適用                          | 1942年3月， 停工後解體處分，資材轉用於艦艇建造、修復及改裝。 關於此艦艦名的異說很多。普遍認為此艦將繼承紀伊型首艦「紀伊」之名（但缺乏明確根據）。 | 不適用 |
| 不適用 | 第797號艦 | 戰艦            | 不適用                  | 不適用                                                                            | 不適用                          | 原為信濃號的改進型，但隨著其改造成航母，此計畫便煙消雲散。                                                                                        | 不適用 |

## 關連項目
- 藤本喜久雄
- 平賀讓
- 聯合艦隊
- 大日本帝國海軍艦艇列表
- 田谷廣明（日语：田谷廣明）：前日本大藏省官員，曾經批評大和級戰艦、青函隧道、伊勢灣開拓工程（日语：鍋田干拓地）為「昭和三大蠢事（日语：昭和三大馬鹿査定）」[27]。

## 外部連結
- WW2DB: 大和型戰艦 （页面存档备份，存于） （英文）
- 吳市海事歴史科學館 （页面存档备份，存于）（愛稱：大和博物館）（日語）
- 戰艦大和的世界（戦艦大和の世界）
- Naval Historical Center （英語）